# 阿尔科巴萨 (巴伊亚州)
阿尔科巴萨（葡萄牙語：Alcobaça）是巴西巴伊亚州的一个市镇。总面积1505.99平方公里，总人口16728人，人口密度11.1人/平方公里。